# Nigerian Stock Exchange

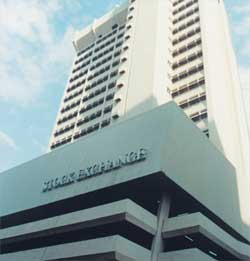
Siedziba Giełdy Papierów Wartościowych w Nigerii, Lagos

Nigerian Stock Exchange – giełda papierów wartościowych w Lagos w Nigerii. Założona w roku 1960, pierwsze notowania rozpoczęły się 5 czerwca 1961. Według stanu na dzień 16 kwietnia 2015, na giełdzie notowane są akcje 192 spółek. Całkowita kapitalizacja wszystkich instrumentów w 2014 roku (średnia z wyników kwartalnych) wyniosła 106,215 miliardów dolarów.